# Světový pohár v biatlonu 2016/2017 – Ruhpolding
5. podnik Světového poháru v biatlonu v sezóně 2016/17 probíhal od 11.  do 15. ledna 2017 v německém Ruhpoldingu. Na programu podniku byly závody ve sprintech, stíhací závody a mužské i ženské štafety.

## Program závodů
Oficiální program:
| Datum     | Disciplína           | Začátek (SEČ) | Počet závodníků |
| --------- | -------------------- | ------------- | --------------- |
| 11. ledna | Štafeta muži         | 14:30         | 25 týmů         |
| 12. ledna | Štafeta ženy         | 14:30         | 23 týmů         |
| 13. ledna | Sprint (muži)        | 14:45         | 107             |
| 14. ledna | Sprint (ženy)        | 14:30         | 104             |
| 15. ledna | Stíhací závod (muži) | 11:30         | 56              |
| 15. ledna | Stíhací závod (ženy) | 14:45         | 54              |

## Průběh závodů

### Štafety
Česká štafeta zopakovala v Ruhpoldingu stejné umístění jako v předcházejícím závodě v Pokljuce. Trenéři udělali změnu v pořadí, když závod rozbíhal Ondřej Moravec. Při první položce sice udělal jen jednu chybu, ale na střelnici strávil 44 sekund. Podruhé pak střílel čistě a rychle a na předávku přijel jako druhý jen s pětisekundovou ztrátou na italský tým. Jaroslav Soukup však vleže udělal čtyři chyby a musel na trestné kolo. Přestože vstoje střílel rychleji a musel dobít jen jeden náhradní náboj, předával Michalu Šlesingrovi na 14. místě. Ten velmi rychle běžel – v prvním i druhém kole předjel čtyři soupeře – ale dvěma dobíjeními při střelbě vleže se zdržel. Vstoje však střílel čistě a předával na sedmém místě, ve skupině čtyř štafet bojujících o čtvrté místo. Michal Krčmář na posledním úseku udělal vleže i vstoje po jedné chybě, ale při poslední střelbě musel dobíjet dvakrát, protože si špatným nabíjením vyhodil náboj z komory. „Špatně jsem dovřel závěr a musel jsem vyhodit náboj. To znamenalo dobíjení navíc a ztrátu minimálně osmi sekund. Tím jsme přišli o čtvrté místo,“ kritizoval se po závodě. Do posledního kola odjížděl se čtvrtminutovou ztrátou na ukrajinskou štafetu. Rychlým během ji však dokázal snížit jen na čtyři sekundy a tak český tým dokončil na pátém místě. 
Závod skončil sportovní tragédií pro ruskou štafetu. Ta díky velmi dobré střelbě všech členů vedla od 2. úseku a do posledního kola vyjížděla s náskokem 15 sekund na švédský tým. Emil Hegle Svendsen sice odstup Antona Babikova snižoval, ale nedařilo se mu dostat se do kontaktu. V posledním krátkém stoupání však Babikovi došly síly, Svendsen jej v následující zatáčce předjel a s náskokem zvítězil. Zcela vyčerpaný Babikov dojel jen pomalu do cíle.
V závodě se zpočátku nedařilo několika favorizovaným štafetám: německá byla po druhé střelbě na 19. a francouzská na 22. místě. Němci se přesto dalším dobrým výkonem posunuli až na bronzovou pozici, naopak Francouzům nepomohl ani Martin Fourcade na posledním úseku a dojeli až devátí.
Českou ženskou štafetu rozbíhala Eva Puskarčíková. První položku zastřílela velmi rychle a čistě a dostala se do čela. V druhé musela jeden náboj dobíjet, ale udržela se v kontaktu s ostatními závodnicemi, kterým ujela jen Kaisa Mäkäräinenová. Puskarčíková předávala na čtvrtém místě Markétě Davidové, která běžela svoji první štafetu ve světovém poháru. Ta musela při první střelbě dvakrát dobíjet, ale ztrácela jen půl minuty na čelo závodu. Vstoje však udělala čtyři chyby a musela na trestné kolo. Navíc střílela více než minutu a půl – nejdéle ze všech závodnic, Odjížděla na 15. místě, na kterém pak taky štafetu předávala. Do třetího úseku nastoupila uzdravená Veronika Vítková, která vleže střílela čistě a rychlým během předjela několik soupeřek. Vstoje jí sice zdržely dvě chyby, ale pozici české štafety opět vylepšila a předala na osmém místě. Gabriela Soukalová pak běžela nejrychleji ze všech, ale odstupy na přední místa už byly veliké. Vleže udělala jednu chybu a vstoje dvě. Při odjezdu do posledního kola ztrácela 35 sekund na Italku Nicole Gontierovou. Její náskok rychle snižovala a při nájezdu do cíle byla za ní o deset metrů. Přestože v cílové rovině ještě zasprintovala, předjet ji už ale nedokázala a dojela na šestém místě 0,2 sekundy za Italkou.
Zvítězily německé biatlonistky, které se celý závod udržovaly na předních pozicích. Naopak překvapením bylo až 13. místo ruské štafety, která však zkoušela dvě nové závodnice.

### Sprinty
V závodě mužů český tým podobně jako několik dalších věřil, že trať v průběhu závodu umrzne, a proto nasadil své kvalitnější závodníky netypicky do druhé poloviny startovního pole. Přesto se českým reprezentantům nedařilo: nejlepší byl Michal Krčmář, který udělal jen jednu chybu při střelbě vstoje, ale především díky pomalejšímu běhu skončil až na 29. místě. O deset pozic za ním dojel Adam Václavík s dvěma chybami na střelnici. Ostatní biatlonisté skončili mimo bodované pozice – Michal Šlesingr až na 65. místě, čímž se poprvé po 12 letech neprobojoval do následného stíhacího závodu. 
Zvítězil opět Martin Fourcade, který čistou střelbu doplnil nejrychlejším během.
Naopak českým ženám se závod vydařil. Jako první z favoritek však vyjela na trať Finka Kaisa Mäkäräinenová, a protože se jí po dlouhé době podařilo zastřílet obě položky čistě, dojela do cíle na průběžně první pozici s minutovým náskokem. Stejně čistě střílející Laura Dahlmeierová už v průběžných časech za Finkou zaostávala a do cíle přijela jako druhá, půl minuty za ní. Na trati tou dobou již byla i Gabriela Soukalová. Střílela také čistě, i když poslední ránu vstoje odkládala, a z druhé střelby odjížděla na druhé pozici se ztrátou 13 sekund. Tu však na Mäkäräinenovou, která zajela nejrychlejší běžecký čas, nedokázala stáhnout. Udržela však náskok na Dahlmeierovou a dojela o osm sekund před ní na druhém místě. Koukalovou pak ohrožovala ještě Marie Dorinová Habertová, která byla při příjezdu na druhou střelbu o tři sekundy před ní. Zde však nezasáhla jeden terč a dojela do cíle na čtvrtém místě. 
Z dalších českých reprezentantek se Eva Puskarčíková umístila na 14. místě. Udělala jednu chybu vleže, ale částečně ji vyrovnala nejrychlejším střeleckým časem. Veronika Vítková se dvěma chybami na střelnici dojela o sedm pozic za ní. Úspěchem skončil závod pro juniorku Markétu Davidovou, která nezasáhla pouze jeden terč vleže a do cíle přijela na 28. místě, což znamenalo její první body ve světovém poháru a první postup do nedělního stíhacího závodu. Do něj se po předchozích třech nezdarech kvalifikovala i Lucie Charvátová, která nezasáhla tři terče a dojela na 42. místě. „Pochvalu si zaslouží všechny holky!“ ocenil jejich výkon trenér Zdeněk Vítek. „Se závodem a jeho obtížnými podmínkami – pomalých sněhem, sněžením a větrem – se popraly na jedničku.“

### Stíhací závody
Do závodu mužů se kvalifikovali tři čeští reprezentanti. První položku zastřílel Michal Krčmář čistě a z 29. místa na startu si polepšil na třinácté. Když ani při druhé a třetí střelbě nechyboval, posunul se na sedmé místo a osamoceně stíhal čelo závodu. K poslední střelbě přijížděl s téměř půlminutovou ztrátou na závodníky před ním, ale ti většinou chybovali. Díky čisté střelbě se Krčmář dostal na páté místo s jen s několikasekundovou ztrátou. Brzy předjel Arnda Peiffera z Německa a přiblížil se na tři sekundy i k Rusovi Antonu Šipulinovi, který však mezi prvním a druhým mezičasem naopak sekundu získal. Ve sjezdových pasážích jel zase rychleji Krčmář, který na začátku cílové roviny Šipulina předjel a obsadil tak třetí místo. „Vůbec jsme nevěřil, že dokážu Šipulinův náskok stáhnout, ale najednou jsem se objevil pod kopcem za ním a v cíli už nekladl žádný odpor,“ řekl v rozhovoru pro Českou televizi.  Pro Krčmáře to byly jeho první stupně vítězů ve světovém poháru.
Ondřej Moravec nezasáhl celkem čtyři terče a posunul se z 52. místa na 37. v cíli. Adam Václavík udělal o jednu chybu méně, ale pomaleji běžel i střílel a skončil čtyřicátý.
Zvítězil opět Martin Fourcade, který závod sice zdramatizoval dvěma chybami při druhé a jednou při třetí střelbě, ovšem kromě krátkého úseku po třetí střelecké položce jel stále v čele. Tentokrát nemohl plně využít svého rychlého běhu, protože za hustého sněžení musel hlavně v prvních kolech projíždět ostatním stopu. Přesto dojel do cíle o téměř 20 sekund před Emilem Hegle Svendsenem.
Do stíhacího závodu žen se vydala jako první Finka Kaisa Mäkäräinenová, o 22 sekund za ní vystartovala Gabriela Soukalová a o dalších 8 sekund Laura Dahlmeierová z Německa. První střelbu zvládla Mäkäräinenová čistě, ale obě její pronásledovatelky udělaly po dvou chybách, takže se před ně dostala Dorothea Wiererová. Při druhé zastávce na střelnici nechybovala žádná z pěti vedoucích závodnic a tak Mäkäräinenová odjížděla s více než minutovým náskokem před čtyřčlennou skupinou pronásledovatelek. Při první střelbě vstoje střílela Koukalová jako jediná z vedoucí pětice čistě a proto se oddělila od ostatních soupeřek a jela na druhém místě za Finkou, ale s minutovým odstupem. Poslední střelba, kterou obě (oproti nejbližším soupeřkám) zvládly čistě, už pořadí nijak zásadně neovlivnila, a tak si Mäkäräinenová i Koukalová dojely pro první a druhé místo. Třetí přijela do cíle Marie Dorinová Habertová, která nepřipustila útok Dahlmeierové. Úspěšně skončil závod i pro Evu Puskarčíkovou, která startovala z 14. místa. První dvě střelecké položky zvládla bezchybně a tak se postupně propracovala na osmé místo. Po jedné chybě vstoje sice klesla, ale při čisté střelbě při poslední položce se zase propracovala zpět. V posledním kole se jí podařilo předjet jak Chevalierovou, tak Wiererovou a dojet na šestém místě. „Moje pochvala však míří především k její střelbě. Myslím, že z celého týmu zatím nejlépe zvládla letní dřinu, kdy jsme se zaměřili na zrychlení manipulace,“ komentoval její výkon trenér Ondřej Rybář, který odkázal na to, že před sezónou reprezentantky trénovaly zrychlení střelby. O pět míst se oproti startu podařilo posunout Veronice Vítkové, která skončila šestnáctá. Lucie Charvátová a Markéta Davidová dojely mimo bodovaná místa na 46. a 48. pozici.

## Pořadí zemí
| Pořadí | Země     | 1. místo | 2. místo | 3. místo | Celkově |
| ------ | -------- | -------- | -------- | -------- | ------- |
| 1.     | Francie  | 2        | 1        | 1        | 4       |
| 2.     | Finsko   | 2        | 0        | 0        | 2       |
| 3.     | Norsko   | 1        | 1        | 2        | 4       |
| 4.     | Německo  | 1        | 0        | 2        | 3       |
| 5.     | Česko    | 0        | 2        | 1        | 3       |
| 6.     | Rakousko | 0        | 1        | 0        | 1       |
| 6.     | Rusko    | 0        | 1        | 0        | 1       |
|        | Celkem   | 6        | 6        | 6        | 18      |

## Umístění na stupních vítězů

### Muži
| Disciplína              | První místo                                                                                   | Výkon                                         | Druhé místo                                                      | Výkon                                                     | Třetí místo                                                  | Výkon                                                     |
| Štafety (4×7,5 km)      | Norsko Ole Einar Bjørndalen Vetle Sjåstad Christiansen Henrik L'Abée-Lund Emil Hegle Svendsen | 1:13:40,7 (0+1) (0+0) (0+0) (0+2) (0+0) (0+0) | Rusko Alexej Volkov Anton Šipulin Matvej Jelisejev Anton Babikov | 1:13:45,8 (0+0) (0+0) (0+1) (0+0) (0+0) (0+0) (0+0) (0+1) | Německo Erik Lesser Benedikt Doll Arnd Peiffer Simon Schempp | 1:14:04,2 (0+0) (1+3) (0+0) (0+3) (0+0) (0+2) (0+0) (0+1) |
| Sprint (10 km)          | Martin Fourcade                                                                               | 22:34,2 (0+0)                                 | Julian Eberhard                                                  | 22:52,2 (0+0)                                             | Emil Hegle Svendsen                                          | 23:13,9 (0+0)                                             |
| Stíhací závod (12,5 km) | Martin Fourcade                                                                               | 33:57,5 (0+2+1+0)                             | Emil Hegle Svendsen                                              | 34:15,8 (0+0+0+0)                                         | Michal Krčmář                                                | 34:17,0 (0+0+0+0)                                         |

### Ženy
| Disciplína            | První místo                                                                           | Výkon                                                     | Druhé místo                                                                      | Výkon                                                     | Třetí místo                                                                    | Výkon                                         |
| Štafety (4×6 km)      | Německo Vanessa Hinzová Maren Hammerschmidtová Franziska Preussová Laura Dahlmeierová | 1:09:53,0 (0+0) (0+1) (0+1) (0+1) (0+0) (0+2) (0+0) (0+1) | Francie Anaïs Chevalierová Justine Braisazová Anaïs Bescondová Celia Aymonierová | 1:09:56,5 (0+1) (0+0) (0+0) (0+3) (0+1) (0+2) (0+0) (0+0) | Norsko Kaia Wøien Nicolaisenová Hilde Fenneová Tiril Eckhoffová Marte Olsbuová | 1:09:57,5 (0+0) (0+0) (0+1) (0+0) (0+0) (0+0) |
| Sprint (7,5 km)       | Kaisa Mäkäräinenová                                                                   | 20:51,8 (0+0)                                             | Gabriela Soukalová                                                               | 21:13,8 (0+0)                                             | Laura Dahlmeierová                                                             | 21:22,9 (0+0)                                 |
| Stíhací závod (10 km) | Kaisa Mäkäräinenová                                                                   | 30:58,0 (0+0+1+0)                                         | Gabriela Soukalová                                                               | 31:58,9 (2+0+0+0)                                         | Marie Dorinová Habertová                                                       | 32:21,1 (1+0+1+1)                             |